# Шапел д'Абонданс
Шапел д'Абонданс (фр. Chapelle-d'Abondance) насеље је и општина у источној Француској у региону Рона-Алпи, у департману Горња Савоја која припада префектури Тонон ле Бен.
По подацима из 2011. године у општини је живело 849 становника, а густина насељености је износила 22,43 становника/km². Општина се простире на површини од 37,85 km². Налази се на средњој надморској висини од 1020 метара (максималној 2.430 m, а минималној 975 m).

## Демографија
| 1962. | 1968. | 1975. | 1982. | 1990. | 1999. | 2011. |
| ----- | ----- | ----- | ----- | ----- | ----- | ----- |
| 531   | 552   | 538   | 552   | 727   | 719   | 849   |

График промене броја становника у току последњих година